# Kazuo Shimizu (Fußballspieler)
Kazuo Shimizu (jap. 清水 和男, Shimizu Kazuo; * 30. April 1975 in der Präfektur Shizuoka) ist ein ehemaliger japanischer Fußballspieler.

## Karriere
Shimizu erlernte das Fußballspielen in der Schulmannschaft der Hamana High School. Seinen ersten Vertrag unterschrieb er 1994 bei Cerezo Osaka. Der Verein spielte in der zweithöchsten Liga des Landes, der Japan Football League. 1994 erreichte er das Finale des Kaiserpokals. 1994 wurde er mit dem Verein Meister der Japan Football League und stieg in die J1 League auf. 2001 erreichte er das Finale des Kaiserpokals. Für den Verein absolvierte er 58 Spiele. Ende 2001 beendete er seine Karriere als Fußballspieler.

## Erfolge
Cerezo Osaka
- Kaiserpokal

Finalist: 1994, 2001